# إستيبان سولاري
إستيبان سولاري (بالإسبانية: Esteban Solari)‏ (مواليد 2 يونيو 1980 في روساريو - الأرجنتين) لاعب كرة قدم أرجنتيني يلعب حاليا لصالح نادي الدرجة الأولى ألمرية الإسباني منذ 2008 في مركز المهاجم .

## روابط خارجية
- إستيبان سولاري على موقع قاعدة بيانات كرة القدم.إي يو (الإنجليزية)
- إستيبان سولاري على موقع Soccerway.com (الإنجليزية)
- إستيبان سولاري على موقع عالم كرة القدم.نت (الإنجليزية)
- إستيبان سولاري على موقع كووورة